# Licks Tour
Licks Tour – światowa trasa koncertowa zespołu The Rolling Stones, która odbyła się na przełomie 2002 i 2003 roku. W 2002 obejmowała 36 koncertów w USA. W 2003 zespół dał 16 koncertów w Ameryce Północnej, 8 w Australii, 12 w Azji i 23 w Europie. Sponsorem trasy było E-Trade.

## Program koncertów
1. "Brown Sugar"
2. "It’s Only Rock’n’Roll (But I Like It)"
3. "Start Me Up"
4. "Don’t Stop"
5. "Tumbling Dice"
6. "Monkey Man"
7. "Angie"
8. "You Can't Always Get You Want"
9. "Can't You Hear Me Knocking"
10. "Rocks Off"
11. "I Can't Turn You Loose"
12. "Slipping Away"
13. "Happy"
14. "Sympathy For The Devil"
15. "When The Whip Comes Down"
16. "Little Red Rooster"
17. "You Got Me Rocking"
18. "Gimme Shelter"
19. "Honky Tonk Women"
20. "Street Fighting Man"
21. "Jumpin’ Jack Flash"
22. "Midnight Rambler"
23. "(I Can't Get No) Satisfaction"

## Koncerty w 2002
1. 16 sierpnia 2002 – Toronto, Kanada – Palais Royale
2. 3 września 2002 – Boston, Massachusetts, USA – Fleet Center
3. 5 września 2002 – Foxborough, Massachusetts, USA – Gillette Stadium
4. 8 września 2002 – Boston, Massachusetts, USA – Orpheum Theatre
5. 10 września 2002 – Chicago, Illinois, USA – United Center
6. 13 września 2002 – Chicago, Illinois, USA – Comiskey Park
7. 16 września 2002 – Chicago, Illinois, USA – Aragon Ballroom
8. 18 września 2002 – Filadelfia, Pensylwania, USA – Veterans Stadium
9. 20 września 2002 – Filadelfia, Pensylwania, USA – First Union Center
10. 26 września 2002 – Nowy Jork, Nowy Jork, USA – Madison Square Garden
11. 28 września 2002 – East Rutherford, New Jersey, USA – Giants Stadium
12. 30 września 2002 – Nowy Jork, Nowy Jork, USA – Roseland Ballroom
13. 4 października 2002 – Landover, Maryland, USA – FedEx Field
14. 5 października 2002 – Hartford, Connecticut, USA – Hartford Civic Center
15. 12 października 2002 – Detroit, Michigan, USA – Ford Field
16. 14 października 2002 – Cleveland, Ohio, USA – Gund Arena
17. 16 października 2002 – Toronto, Kanada – Air Canada Centre
18. 18 października 2002 – Toronto, Kanada – Air Canada Centre
19. 20 października 2002 – Columbus, Ohio, USA – Nationwide Arena
20. 22 października 2002 – Sunrise, Floryda, USA – Office Depot Center
21. 23 października 2002 – Miami, Floryda, USA – American Airlines Arena
22. 26 października 2002 – Atlanta, Georgia, USA – Turner Field
23. 31 października 2002 – Los Angeles, Kalifornia, USA – Staples Center
24. 2 listopada 2002 – Anaheim, Kalifornia, USA – Edison International Field
25. 4 listopada 2002 – Los Angeles, Kalifornia, USA – Wiltern Theatre
26. 6 listopada 2002 – Tacoma, Waszyngton, USA – Tacoma Dome
27. 8 listopada 2002 – San Francisco, Kalifornia, USA – Pacific Bell Park
28. 9 listopada 2002 – San Francisco, Kalifornia, USA – Pacific Bell Park
29. 12 listopada 2002 – Oakland, Kalifornia, USA – Oakland Arena
30. 14 listopada 2002 – San Diego, Kalifornia, USA – San Diego Sports Arena
31. 16 listopada 2002 – Las Vegas, Nevada, USA – The Joint (prywatne show u Davida Bondermana – bez publiczności)
32. 23 listopada 2002 – San Antonio, Teksas, USA – SBC Center
33. 25 listopada 2002 – Nashville, Tennessee, USA – Gaylord Entertainment Centre
34. 29 listopada 2002 – Las Vegas, Nevada, USA – The Joint
35. 30 listopada 2002 – Las Vegas, Nevada, USA – The Joint

## Koncerty w 2003
Ameryka Północna – część 1
1. 8 stycznia 2003 – Montreal, Kanada – Bell Centre
2. 10 stycznia 2003 – Pittsburgh, Pensylwania, USA – Mellon Arena
3. 12 stycznia 2003 – Boston, Massachusetts, USA – Fleet Center
4. 16 stycznia 2003 – Nowy Jork, Nowy Jork, USA – Madison Square Garden
5. 18 stycznia 2003 – Nowy Jork, Nowy Jork, USA – Madison Square Garden
6. 21 stycznia 2003 – Chicago, Illinois, USA – Fleet Center
7. 22 stycznia 2003 – Chicago, Illinois, USA – Fleet Center
8. 25 stycznia 2003 – Houston, Teksas, USA – Reliant Stadium
9. 28 stycznia 2003 – Oklahoma City, Oklahoma, USA – Ford Center
10. 30 stycznia 2003 – Phoenix, Arizona, USA – America West Arena
11. 1 lutego 2003 – Denver, Kolorado, USA – Pepsi Center
12. 4 lutego 2003 – San Jose, Kalifornia, USA – HP Pavilion at San Jose
13. 6 lutego 2003 – Los Angeles, Kalifornia, USA – Staples Center
14. 8 lutego 2003 – Las Vegas, Nevada, USA – MGM Grand Garden Arena

Australia
1. 18 lutego 2003 – Sydney, Enmore Theatre
2. 20 lutego 2003 – Sydney, SuperDome
3. 22 lutego 2003 – Sydney, SuperDome
4. 25 lutego 2003 – Melbourne, Rod Laver Arena
5. 27 lutego 2003 – Melbourne, Rod Laver Arena
6. 1 marca 2003 – Melbourne, Rod Laver Arena
7. 4 marca 2003 – Brisbane, Brisbane Entertainment Centre
8. 5 marca 2003 – Brisbane, Brisbane Entertainment Centre

Azja
1. 10 marca 2003 – Tokio, Japonia – Nippon Budōkan
2. 12 marca 2003 – Jokohama, Japonia – Yokohama Arena
3. 15 marca 2003 – Tokio, Japonia – Tokyo Dome
4. 16 marca 2003 – Tokio, Japonia – Tokyo Dome
5. 20 marca 2003 – Osaka, Japonia – Osaka Dome
6. 21 marca 2003 – Osaka, Japonia – Osaka Dome
7. 24 marca 2003 – Singapur – Singapore Indoor Stadium
8. 4 kwietnia 2003 – Bengaluru, Indie – Palace Grounds
9. 7 kwietnia 2003 – Mumbaj, Indie – Brauborne Stadium

Europa – część 1
1. 4 czerwca 2003 – Monachium, Niemcy – Olympiahalle
2. 6 czerwca 2003 – Monachium, Niemcy – Olympiahalle
3. 8 czerwca 2003 – Monachium, Niemcy – Circus Krone Brau
4. 10 czerwca 2003 – Mediolan, Włochy – Stadion Giuseppe Meazzy
5. 13 czerwca 2003 – Oberhausen, Niemcy – O-Vision Zukunftpark
6. 15 czerwca 2003 – Berlin, Niemcy – Stadion Olimpijski w Berlinie
7. 18 czerwca 2003 – Wiedeń, Austria – Ernst-Happel-Stadion
8. 20 czerwca 2003 – Lipsk, Niemcy – Festwiese
9. 22 czerwca 2003 – Hockenheim, Niemcy – Hockenheimring
10. 25 czerwca 2003 – Bilbao, Hiszpania – Estadio San Mamés
11. 27 czerwca 2003 – Madryt, Hiszpania – Estadio Vicente Calderón
12. 29 czerwca 2003 – Barcelona, Hiszpania – Estadi Olímpic Lluís Companys
13. 5 lipca 2003 – Marsylia, Francja – Stade Vélodrome
14. 7 lipca 2003 – Paryż, Francja – Palais Omnisports de Paris-Bercy
15. 9 lipca 2003 – Paryż, Francja – Stade de France
16. 11 lipca 2003 – Paryż, Francja – Olympia
17. 13 lipca 2003 – Kopenhaga, Dania – Parken Stadium
18. 16 lipca 2003 – Helsinki, Finlandia – Stadion Olimpijski w Helsinkach
19. 18 lipca 2003 – Sztokholm, Szwecja – Stadion Olimpijski w Sztokholmie
20. 20 lipca 2003 – Sztokholm, Szwecja – Ericsson Globe
21. 22 lipca 2003 – Sztokholm, Szwecja – Cirkus
22. 24 lipca 2003 – Hamburg, Niemcy – AOL-Arena
23. 27 lipca 2003 – Praga, Czechy – Letná

Ameryka Północna – część 2
1. 30 lipca 2003 – Toronto, Ontario, Kanada – Molson Canadian Rocks for Toronto, Downsview Park

Europa – część 2
1. 8 sierpnia 2003 – Hanower, Niemcy – EXPO Gelaende Messe Ost
2. 11 sierpnia 2003 – Rotterdam, Holandia – Stadion Feijenoord
3. 13 sierpnia 2003 – Rotterdam, Holandia – Stadion Feijenoord
4. 15 sierpnia 2003 – Rotterdam, Holandia – Ahoy Rotterdam
5. 16 sierpnia 2003 – Utrecht, Holandia – Muziekcentrum Verdenburg
6. 19 sierpnia 2003 – Amsterdam, Holandia – Amsterdam ArenA
7. 27 sierpnia 2003 – Londyn, Anglia – Astoria
8. 29 sierpnia 2003 – Londyn, Anglia – Wembley Arena
9. 1 września 2003 – Glasgow, Szkocja – Scottish Exhibition and Conference Centre
10. 3 września 2003 – Glasgow, Szkocja – Scottish Exhibition and Conference Centre
11. 5 września 2003 – Manchester, Anglia – Manchester Evening News Arena
12. 7 września 2003 – Werchter, Belgia – Rock Werchter
13. 9 września 2003 – Dublin, Irlandia – Point Theatre
14. 11 września 2003 – Dublin, Irlandia – Point Theatre
15. 13 września 2003 – Londyn, Anglia – Wembley Arena
16. 15 września 2003 – Londyn, Anglia – Wembley Arena
17. 20 września 2003 – Londyn, Anglia – Twickenham Stadium
18. 22 września 2003 – Amsterdam, Holandia – Amsterdam ArenA
19. 25 września 2003 – Benidorm, Hiszpania – Estadio Municipal Foesties
20. 27 września 2003 – Coimbra, Portugalia – Estádio Cidade de Coimbra
21. 29 września 2003 – Saragossa, Hiszpania – Feria de Muestras
22. 2 października 2003 – Zurych, Szwajcaria – Letzigrund Stadion

Azja
1. 7 listopada 2003 – Hongkong, Chiny – Tamar Festival Site
2. 9 listopada 2003 – Hongkong, Chiny – Tamar Festival Site